# ジョヴァンニ・ジェローラモ・サッケーリ

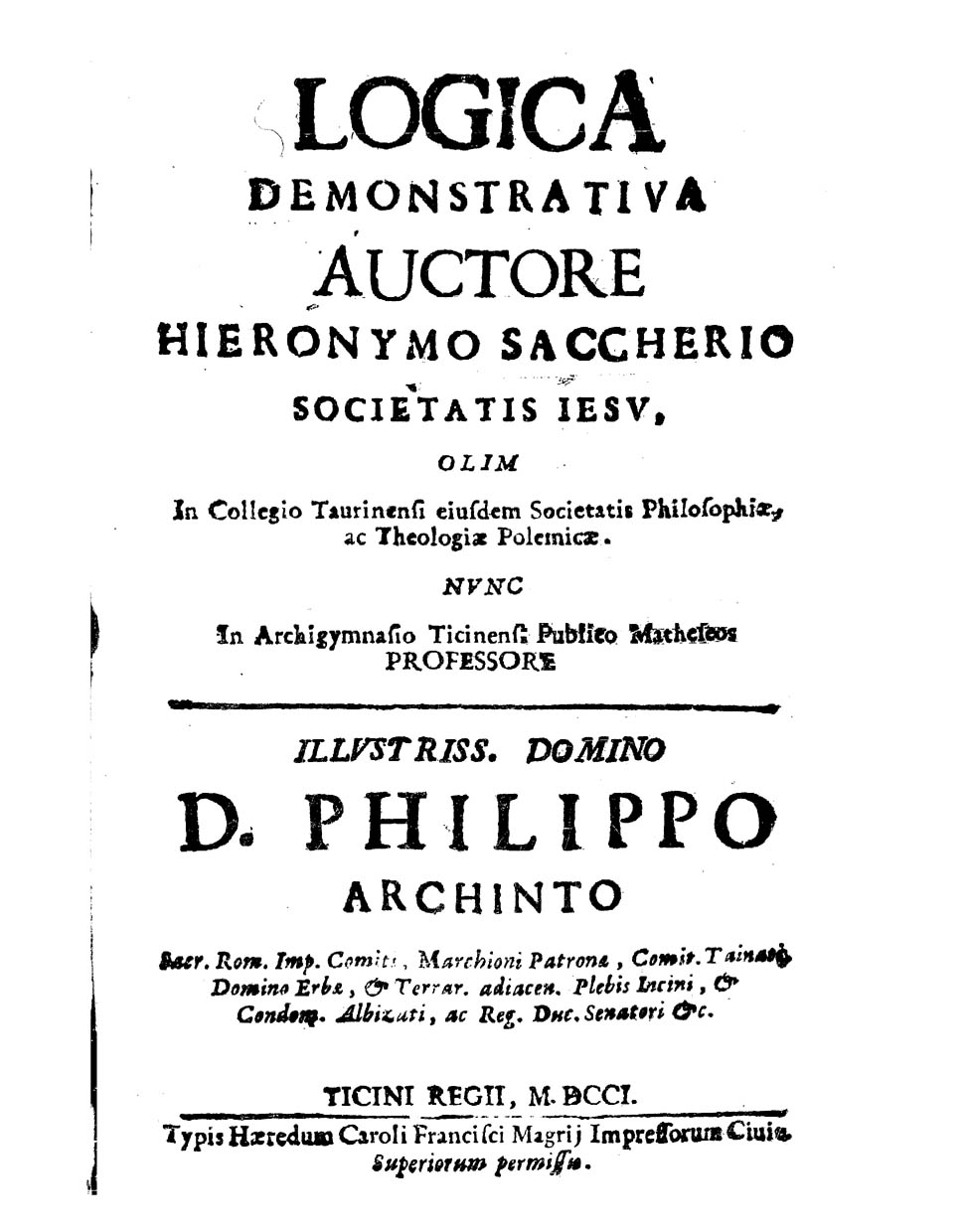
Logica demonstrativa, 1701

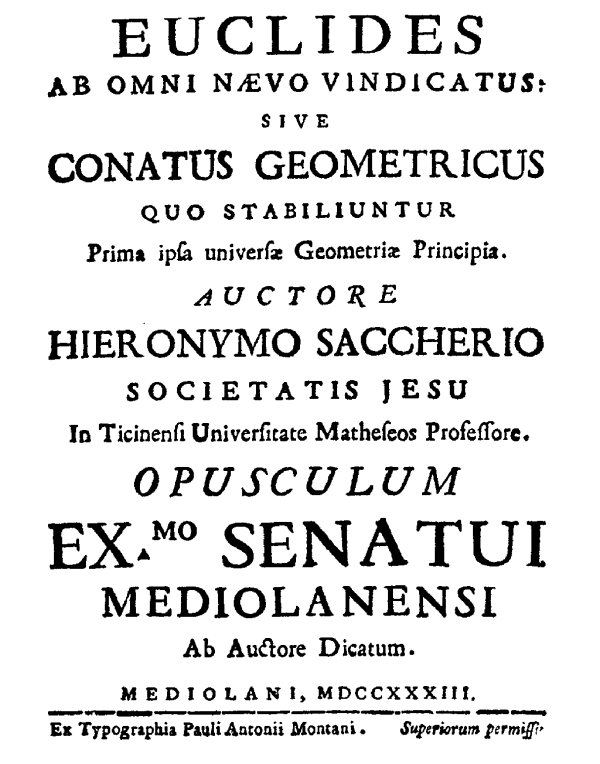
『あらゆる汚点から清められたユークリッド』(Euclides ab Omni Naevo Vindicatus（1733年）の扉表紙。

ジョヴァンニ・ジローラモ・サッケーリ（Giovanni Girolamo Saccheri, 1667年9月5日サンレーモ - 1733年10月25日ミラノ）はイタリアのイエズス会に所属した司祭、スコラ哲学者、数学者である。1694年からパヴィア大学で哲学と神学を教え、1697年からトリノ大学で哲学の教鞭を執った。 1699年にはパヴィア大学で数学の終身の教授に就任した。数学者のトンマーゾ・チェバの弟子であり、Quaesita geometrica (1693年)、Logica demonstrativa (1697年)や Neo-statica (1708年)などの著作を出版した。

## 非ユークリッド幾何学についての功績と認識
現在ではサッケーリの名前は1733年の死の直前に出版された最後の論文によって知られている。彼の論文『あらゆる汚点から清められたユークリッド』は非ユークリッド幾何学に関する2番目の著作と考えられているが、19世紀の中頃にエウジェニオ・ベルトラミによって再発見されるまでは忘れられていた。サッケーリのアイデアの多くは11世紀のペルシアの大博識者ウマル・ハイヤームの著作『ユークリッドの難点に関する議論』（Risâla fî sharh mâ ashkala min musâdarât Kitâb 'Uglîdis）において先取りされていたが、この事実は最近まで西洋の学者から無視されていた。サッケーリがハイヤームの翻訳書からアイデアを得たのか、ハイヤームと独立に考えたのかどうかは不明だが、サッケーリの四角形は現在ではハイヤーム‐サッケーリの四角形と呼ばれることもある。

### 功績
サッケーリはユークリッドの第5公準を他の4つの公準から証明するという古代からたくさんの数学者を苦しめてきた問題を、第5公準をそれと同値な命題「全ての三角形の内角の和は2直角に等しい」に置き換え（この置き換えは13世紀にアラビアの数学者ナシールッディーンにより示されていたもので、サッケーリはこのことを直角仮定と呼んだ）、これに対し、互いに背反する2つの命題「全ての三角形の内角の和は2直角よりも小さい」（鋭角仮定）、「全ての三角形の内角の和は2直角よりも大きい」（鈍角仮定）が共に矛盾を導くことを示し、直角仮定、したがって第5公準を証明するという手法（つまり背理法である）で解こうとした。サッケーリは前述した論文『あらゆる汚点から清められたユークリッド』で第5公準の代わりに鋭角仮定又は鈍角仮定を公準としてさまざまな定理を導き、特に鈍角仮定を付け加えると直線の長さが有限になるため、直線の長さが無限であるという第2公準と矛盾することを示した。したがって残りの鋭角仮定から矛盾が発生することを導き出せば第5公準は他の4つの公準から導き出せる定理だということが証明されるのだが、彼が導き出した鋭角仮定の反証はその中で第5公準が使われていたため当初の目的は達成できなかった。

### 認識
サッケーリが自分の論文の中で鋭角仮定から導き出した定理は19世紀にドイツの数学者カール・フリードリヒ・ガウス、ロシアのニコライ・ロバチェフスキーやハンガリーのボーヤイ・ヤーノシュによって再発見され双曲幾何学の定理として認識されるようになる。サッケーリと彼らの大きな違いはサッケーリがユークリッド幾何の完全性を信じ、それに反する公理から導き出されたこれらの定理を反証されるべき誤った定理と考えていたのに対し、ガウスらは鋭角仮定を含む5つの公準から導かれたユークリッド幾何学とはまた別の新しい幾何学の定理と認識していたことである。サッケーリがこれらの定理を新しい幾何学の定理と考えて書いていたら彼が非ユークリッド幾何学の創始者と言われていたことだろう。当時はサッケーリのようにこのようなユークリッド幾何学の絶対性を信じていた者がほとんどであった。これはちょうど同じ時代を生きたドイツのイマヌエル・カントの啓蒙思想にも反映されており、彼の認識論では人間には外部からの情報によって創り上げられる概念とは別に絶対的な真理として空間と時間の概念をすでに持っているということがいわれている。この考えは長らく人々に支持され続け、ロバチェフスキーやボーヤイ、それにもう一つの非ユークリッド幾何学である楕円幾何学を考案しガウスの微分幾何学を使って楕円幾何学と双曲幾何学とを曲率に関係付けまとめたリーマン幾何学の創始者であるベルンハルト・リーマンらの業績が認められるのに大きな障壁ともなった。

## 著作
- Saccheri, Girolamo G・B・ハルステッド（英語版）訳 (1920) [1733], Euclides Vindicatus, Chicago: The Open Court Publishing Company - G. B. Halsted によるラテン語からの英訳（原文と英訳の対訳本）, 1st ed. (1920);[4] 2nd ed. (1986), [5]